# Die Bezwingung des Everest
Die Bezwingung des Everest ist ein im Himalaya-Gebirge entstandener, britischer Dokumentarfilm aus dem Jahre 1953. Regie führte der Bergsteiger und Expeditionsteilnehmer George Lowe.

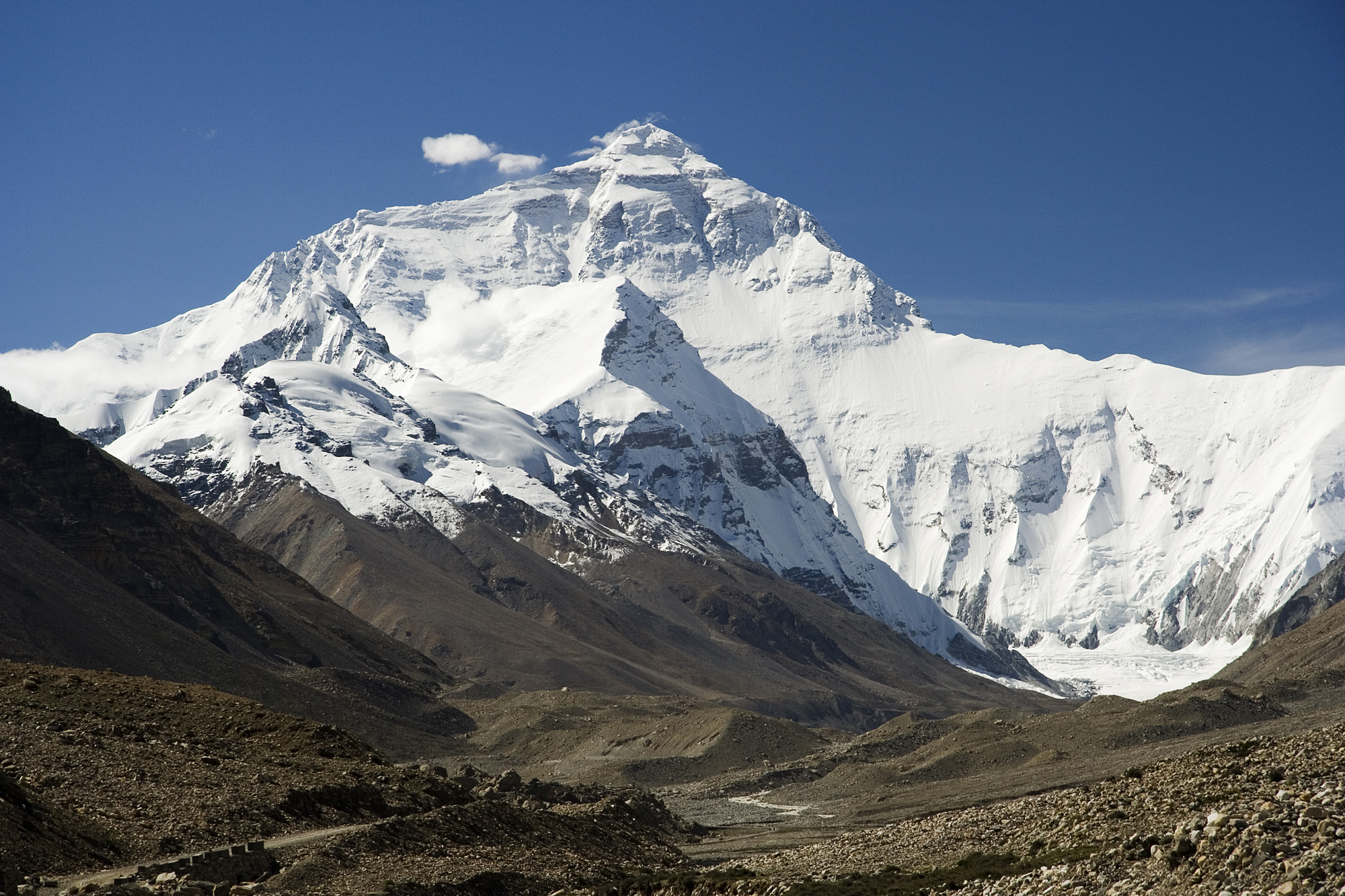
Mount Everest

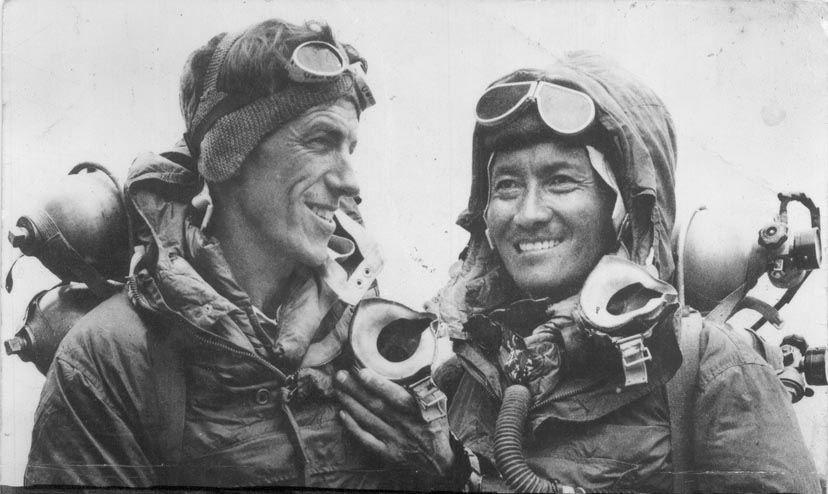
Gipfelstürmer Hillary und Norgay

## Handlung
Der Dokumentarfilm protokolliert die Erstbesteigung des Mount Everest, des mit 8848 Metern höchsten Berges der Erde, durch Edmund Hillary und seinen Sherpa Tenzing Norgay am 29. Mai 1953. Der Neuseeländer und der Nepalese tibetischer Herkunft waren Mitglieder eines 14-köpfigen Teams, das der britische Colonel John Hunt zusammenstellte.

## Produktionsnotizen
Die erste gesicherte Präsentation des Films fand am 8. Dezember 1953 in Schweden statt. In Deutschland lief diese Dokumentation am 4. Februar 1954 an. Am Neujahrstag 1972 wurde der Film erstmals im deutschen Fernsehen gezeigt.
Louis MacNeice schrieb im englischen Original den Kommentar, den Meredith Edwards sprach. Muir Mathieson dirigierte die Musik.

## Auszeichnungen
Neben einer Nominierung für den Oscar als Bester abendfüllender Dokumentarfilm erhielt Die Bezwingung des Everest im heimatlichen Großbritannien den BAFTA Award als bester Dokumentarfilm und war auch Gewinner des NBR Awards.

## Rezeption
Der Spiegel urteilte nach der deutschen Premiere: „Der Dokumentarfilm über den englischen Gipfeltriumph im Krönungsjahr entlädt seine Pathetik in der Musik und ist im Text von der Sachlichkeit der ‚Times‘. Die Technicolor-Bilder, die die Gipfeleroberung – ohne die bergsteigerische Leistung zu mindern – als technisch-wissenschaftliches Unternehmen schildern, lassen den ‚gipfelstürmenden‘ deutschen Nanga-Parbat-Film wie die Rüdersdorfer Kalkberge gegenüber dem Himalaja erscheinen.“

„Sachlicher und bildstarker Bericht über die Bezwingung des Mount Everest durch die englische Expedition im Jahr 1953.“